# Röplabda a 2005. évi nyári európai ifjúsági olimpiai fesztiválon
A 2005. évi nyári európai ifjúsági olimpiai fesztiválon a röplabda mérkőzéseket július 4. és 8. között rendezték San Giorgio di Nogaróban. A fesztiválon csak női válogatottaknak rendeztek versenyt.

## Érmesek
| A 2005. évi nyári európai ifjúsági olimpiai fesztivál érmesei női röplabdában | A 2005. évi nyári európai ifjúsági olimpiai fesztivál érmesei női röplabdában                                                                                     | A 2005. évi nyári európai ifjúsági olimpiai fesztivál érmesei női röplabdában | A 2005. évi nyári európai ifjúsági olimpiai fesztivál érmesei női röplabdában |
| --- | --- | --- | ----------------------------------------------------------------------------- |
| Arany | Ezüst | Bronz |                                                                               |
| Olaszország | Horvátország | Hollandia |                                                                               |
| Luna Veromica Carocci Luisina Costagrande Silvia Morandi Alice Lo Cascio Luisa Casillo Viola Cecioni Manuela Di Crescenzo Costanza Manfredini Federica Stufi Eleonora Conti Giuseppina Astarita Lucia Bosetti Edző: G. Galli | Hana Čutura Ana Grbac Dina Džapo Andrea Licul Ivana Kalebić Jelena Alajbeg Paola Došen Matea Luković Simona Ušić Ines Medved Matea Ikić Tara Vekić Edző: D. Jurko | Karine Tabitha Muijlwijk Daphne Van Werven Sandy Rosalita Van Rees Annette Suzanne Nap Judith Pietersen Maret Lieneke Grothues Irine Anna Maria Zweet Deborah Nathalie Van Daelen Myrthe Mathilde Schoot Nikki Hoevenaars Marije Van Der Velde Bianca Gommans Edző: J.P. Staelens |                                                                               |

## Csoportkör

### A csoport
|               |      | Mérkőzések | Mérkőzések | Pontok | Pontok | Pontok | Szettek | Szettek | Szettek |
| Csapat        | Pont | Gy         | V          | P+     | P–     | PA     | Sz+     | Sz–     | SzA     |
| ------------- | ---- | ---------- | ---------- | ------ | ------ | ------ | ------- | ------- | ------- |
| Olaszország   | 6    | 3          | 0          | 250    | 180    | 1,388  | 9       | 1       | 9,000   |
| Lengyelország | 4    | 2          | 1          | 268    | 253    | 1,059  | 7       | 5       | 1,400   |
| Csehország    | 2    | 1          | 2          | 226    | 255    | 0,886  | 5       | 7       | 0,714   |
| Szlovákia     | 0    | 0          | 3          | 174    | 244    | 0,713  | 1       | 9       | 0,111   |

| 2005. július 4. 10:00 | Csehország                                      | 2–3 | Lengyelország | San Giorgio di Nogaro Játékvezető: Satanassi (ITA), De Wit (NED) |
| 2005. július 4. 10:00 | (25–23, 15–25, 25–20, 19–25, 10–15) Jegyzőkönyv |     |               | San Giorgio di Nogaro Játékvezető: Satanassi (ITA), De Wit (NED) |

| 2005. július 4. 16:00 | Olaszország                       | 3–0 | Szlovákia | San Giorgio di Nogaro Játékvezető: Kriescher (BEL), Hranic (CRO) |
| 2005. július 4. 16:00 | (25–15, 25–15, 25–13) Jegyzőkönyv |     |           | San Giorgio di Nogaro Játékvezető: Kriescher (BEL), Hranic (CRO) |

| 2005. július 5. 10:00 | Csehország                               | 3–1 | Szlovákia | San Giorgio di Nogaro Játékvezető: De Wit (NED) – Satanassi (ITA) |
| 2005. július 5. 10:00 | (19–25, 25–13, 25–11, 25–23) Jegyzőkönyv |     |           | San Giorgio di Nogaro Játékvezető: De Wit (NED) – Satanassi (ITA) |

| 2005. július 5. 16:00 | Olaszország                              | 3–1 | Lengyelország | San Giorgio di Nogaro Játékvezető: Hranic (CRO) – Kriescher (BEL) |
| 2005. július 5. 16:00 | (25–19, 26–24, 24–26, 25–16) Jegyzőkönyv |     |               | San Giorgio di Nogaro Játékvezető: Hranic (CRO) – Kriescher (BEL) |

| 2005. július 6. 10:00 | Lengyelország                     | 3–0 | Szlovákia | San Giorgio di Nogaro Játékvezető: Satanassi (ITA) - Hranic (CRO) |
| 2005. július 6. 10:00 | (25–22, 25–19, 25–18) Jegyzőkönyv |     |           | San Giorgio di Nogaro Játékvezető: Satanassi (ITA) - Hranic (CRO) |

| 2005. július 6. 16:00 | Olaszország                       | 3–0 | Csehország | San Giorgio di Nogaro Játékvezető: Kriescher (BEL) - De Wit (NED) |
| 2005. július 6. 16:00 | (25–17, 25–19, 25–16) Jegyzőkönyv |     |            | San Giorgio di Nogaro Játékvezető: Kriescher (BEL) - De Wit (NED) |

### B csoport
|               |      | Mérkőzések | Mérkőzések | Pontok | Pontok | Pontok | Szettek | Szettek | Szettek |
| Csapat        | Pont | Gy         | V          | P+     | P–     | PA     | Sz+     | Sz–     | SzA     |
| ------------- | ---- | ---------- | ---------- | ------ | ------ | ------ | ------- | ------- | ------- |
| Horvátország  | 6    | 3          | 0          | 259    | 204    | 1,269  | 9       | 2       | 4,500   |
| Hollandia     | 4    | 2          | 1          | 278    | 235    | 1,182  | 8       | 4       | 2,000   |
| Franciaország | 2    | 1          | 2          | 167    | 208    | 0,802  | 3       | 6       | 0,500   |
| Belgium       | 0    | 0          | 3          | 194    | 251    | 0,772  | 1       | 9       | 0,111   |

| 2005. július 4. 12:00 | Horvátország                                    | 3–2 | Hollandia | San Giorgio di Nogaro Játékvezető: Maroszek (POL), Krsek (CZE) |
| 2005. július 4. 12:00 | (22–25, 25–17, 25–22, 22–25, 15–13) Jegyzőkönyv |     |           | San Giorgio di Nogaro Játékvezető: Maroszek (POL), Krsek (CZE) |

| 2005. július 4. 18:00 | Belgium                           | 0–3 | Franciaország | San Giorgio di Nogaro Játékvezető: Lavorenti (ITA), Tomcani (SVK) |
| 2005. július 4. 18:00 | (17–25, 23–25, 18–25) Jegyzőkönyv |     |               | San Giorgio di Nogaro Játékvezető: Lavorenti (ITA), Tomcani (SVK) |

| 2005. július 5. 12:00 | Hollandia                                | 3–1 | Belgium | San Giorgio di Nogaro Játékvezető: Krsek (CZE) – Lavorenti (ITA) |
| 2005. július 5. 12:00 | (25–15, 25–18, 26–28, 25–21) Jegyzőkönyv |     |         | San Giorgio di Nogaro Játékvezető: Krsek (CZE) – Lavorenti (ITA) |

| 2005. július 5. 18:00 | Franciaország                     | 0–3 | Horvátország | San Giorgio di Nogaro Játékvezető: Tomcani (SVK) - Maroszek (POL) |
| 2005. július 5. 18:00 | (16–25, 17–25, 15–25) Jegyzőkönyv |     |              | San Giorgio di Nogaro Játékvezető: Tomcani (SVK) - Maroszek (POL) |

| 2005. július 6. 12:00 | Horvátország                      | 3–0 | Belgium | San Giorgio di Nogaro Játékvezető: Woyciech (POL) - Lavorenti (CZE) |
| 2005. július 6. 12:00 | (25–22, 25–18, 25–14) Jegyzőkönyv |     |         | San Giorgio di Nogaro Játékvezető: Woyciech (POL) - Lavorenti (CZE) |

| 2005. július 6. 18:00 | Franciaország                     | 0–3 | Hollandia | San Giorgio di Nogaro Játékvezető: Krsek (CZE) - Tomcani (SVK) |
| 2005. július 6. 18:00 | (11–25, 12–25, 21–25) Jegyzőkönyv |     |           | San Giorgio di Nogaro Játékvezető: Krsek (CZE) - Tomcani (SVK) |

## Az 5–8. helyért
| 2005. július 7. 10:00 | Csehország                               | 3–1 | Belgium | San Giorgio di Nogaro Játékvezető: Hranic (CRO), Satanassi (ITA) |
| 2005. július 7. 10:00 | (22–25, 25–23, 25–16, 25–14) Jegyzőkönyv |     |         | San Giorgio di Nogaro Játékvezető: Hranic (CRO), Satanassi (ITA) |

| 2005. július 7. 12:00 | Franciaország                     | 3–0 | Szlovákia | San Giorgio di Nogaro Játékvezető: Lavorenti (ITA), Maroszek (POL) |
| 2005. július 7. 12:00 | (25–20, 25–23, 25–19) Jegyzőkönyv |     |           | San Giorgio di Nogaro Játékvezető: Lavorenti (ITA), Maroszek (POL) |

### A 7. helyért
| 2005. július 8. 10:00 | Belgium                           | 3–0 | Szlovákia | San Giorgio di Nogaro Játékvezető: De Wit (NED), Krsek (CZE) |
| 2005. július 8. 10:00 | (25–19, 25–17, 25–21) Jegyzőkönyv |     |           | San Giorgio di Nogaro Játékvezető: De Wit (NED), Krsek (CZE) |

### Az 5. helyért
| 2005. július 8. 12:00 | Csehország                              | 3–1 | Franciaország | San Giorgio di Nogaro Játékvezető: Satanassi (ITA), Kriescher (BEL) |
| 2005. július 8. 12:00 | (22–25, 25–9, 25–15, 25–15) Jegyzőkönyv |     |               | San Giorgio di Nogaro Játékvezető: Satanassi (ITA), Kriescher (BEL) |

## Elődöntők
| 2005. július 7. 16:00 | Lengyelország                     | 0–3 | Horvátország | San Giorgio di Nogaro Játékvezető: Krsek (CZE), De Wit (NED) |
| 2005. július 7. 16:00 | (19–25, 23–25, 22–25) Jegyzőkönyv |     |              | San Giorgio di Nogaro Játékvezető: Krsek (CZE), De Wit (NED) |

| 2005. július 7. 18:00 | Hollandia                         | 0–3 | Olaszország | San Giorgio di Nogaro Játékvezető: Kriescher (BEL), Tomcani (SVK) |
| 2005. július 7. 18:00 | (19–25, 11–25, 18–25) Jegyzőkönyv |     |             | San Giorgio di Nogaro Játékvezető: Kriescher (BEL), Tomcani (SVK) |

## Bronzmérkőzés
| 2005. július 8. 14:00 | Lengyelország                                   | 2–3 | Hollandia | San Giorgio di Nogaro Játékvezető: Lavorenti (ITA), Hranic (CRO) |
| 2005. július 8. 14:00 | (25–21, 16–25, 25–19, 15–25, 12–15) Jegyzőkönyv |     |           | San Giorgio di Nogaro Játékvezető: Lavorenti (ITA), Hranic (CRO) |

## Döntő
| 2005. július 8. 16:00 | Horvátország                                    | 2–3 | Olaszország | San Giorgio di Nogaro Játékvezető: Tomcani (SVK) - Woyciec (POL) |
| 2005. július 8. 16:00 | (18–25, 17–25, 25–22, 25–18, 10–15) Jegyzőkönyv |     |             | San Giorgio di Nogaro Játékvezető: Tomcani (SVK) - Woyciec (POL) |

## Végeredmény
|          |               |      | Mérkőzések | Mérkőzések | Pontok | Pontok | Pontok | Szettek | Szettek | Szettek |
| Helyezés | Csapat        | Pont | Gy         | V          | P+     | P–     | PA     | Sz+     | Sz–     | SzA     |
| -------- | ------------- | ---- | ---------- | ---------- | ------ | ------ | ------ | ------- | ------- | ------- |
| Arany    | Olaszország   | 10   | 5          | 0          | 430    | 323    | 1,331  | 15      | 3       | 5,000   |
| Ezüst    | Horvátország  | 8    | 4          | 1          | 429    | 373    | 1,150  | 14      | 5       | 2,800   |
| Bronz    | Hollandia     | 6    | 3          | 2          | 431    | 403    | 1,069  | 11      | 9       | 1,222   |
| 4.       | Lengyelország | 4    | 2          | 3          | 425    | 433    | 0,981  | 9       | 11      | 0,818   |
|          |               |      |            |            |        |        |        |         |         |         |
| 5.       | Csehország    | 6    | 3          | 2          | 420    | 397    | 1,057  | 11      | 9       | 1,222   |
| 6.       | Franciaország | 4    | 2          | 3          | 306    | 367    | 0,833  | 7       | 9       | 0,777   |
| 7.       | Belgium       | 2    | 1          | 4          | 347    | 405    | 0,856  | 5       | 12      | 0,416   |
| 8.       | Szlovákia     | 0    | 0          | 5          | 293    | 394    | 0,743  | 1       | 15      | 0,066   |